# Ronald Musagala
Ronald Musgala (ur. 16 grudnia 1992) – ugandyjski lekkoatleta specjalizujący się w biegach średniodystansowych.
Medalista mistrzostw Ugandy.
Rekordy życiowe: bieg na 800 metrów – 1:45,27 (8 czerwca 2014, Hengelo); bieg na 1500 metrów – 3:30,58 (12 lipca 2019, Monako i 24 sierpnia 2019, Paryż) rekord Ugandy.

## Osiągnięcia
| Rok  | Impreza                                   | Miejsce        | Konkurencja      | Lokata      | Wynik   |
| ---- | ----------------------------------------- | -------------- | ---------------- | ----------- | ------- |
| 2013 | Mistrzostwa świata                        | Moskwa         | bieg na 800 m    | półfinał    | 1:45,87 |
| 2014 | Igrzyska Wspólnoty Narodów                | Glasgow        | bieg na 800 m    | 8. miejsce  | 1:47,19 |
| 2014 | Igrzyska Wspólnoty Narodów                | Glasgow        | bieg na 1500 m   | 11. miejsce | 3:42,42 |
| 2015 | Mistrzostwa świata                        | Pekin          | bieg na 1500 m   | eliminacje  | 3:42,12 |
| 2016 | Igrzyska olimpijskie                      | Rio de Janeiro | bieg na 1500 m   | 11. miejsce | 3:51,68 |
| 2017 | Mistrzostwa świata                        | Londyn         | bieg na 1500 m   | półfinał    | 3:42,01 |
| 2018 | Igrzyska Wspólnoty Narodów                | Gold Coast     | bieg na 1500 m   | eliminacje  | 3:48,62 |
| 2018 | Mistrzostwa Afryki                        | Asaba          | bieg na 1500 m   | 3. miejsce  | 3:36,41 |
| 2018 | Puchar interkontynentalny                 | Ostrawa        | bieg na 1500 m   | 8. miejsce  | 3:43,95 |
| 2019 | Mistrzostwa świata                        | Doha           | bieg na 1500 m   | półfinał    | 3:37,19 |
| 2019 | Mistrzostwa świata w biegach przełajowych | Aarhus         | drużyna mieszana | 5. miejsce  | 27:35   |
| 2021 | Igrzyska olimpijskie                      | Tokio          | bieg na 1500 m   | eliminacje  | DNF     |
| 2022 | Mistrzostwa świata                        | Eugene         | bieg na 1500 m   | eliminacje  | 3:40,87 |
| 2023 | Mistrzostwa świata w biegach przełajowych | Bathurst       | drużyna mieszana | 9. miejsce  | 25:06   |